# Svojnovo
Svojnovo (en serbe cyrillique : Својново) est une localité de Serbie située dans la municipalité de Paraćin, district de Pomoravlje. Au recensement de 2011, elle comptait 1 210 habitants.
Svojnovo est officiellement classé parmi les villages de Serbie.

## Démographie

### Évolution historique de la population
| 1948  | 1953  | 1961  | 1971  | 1981  | 1991  | 2002  | 2011  |
| ----- | ----- | ----- | ----- | ----- | ----- | ----- | ----- |
| 1 736 | 1 828 | 1 877 | 1 777 | 1 769 | 1 688 | 1 386 | 1 210 |

|  |